# Lijst van voorzitters van de WRR
Dit is een lijst van voorzitters van de Wetenschappelijke Raad voor het Regeringsbeleid sinds de oprichting van de raad in 1972.
| Periode     | Foto | Voorzitter        | Politieke kleur | Opmerkingen                                                                           |
| ----------- | ---- | ----------------- | --------------- | ------------------------------------------------------------------------------------- |
| 1972 - 1977 |      | Sjeng Kremers     | KVP/CDA         | Was eerder hoogleraar bij de RUN                                                      |
| 1977 - 1978 |      | Wim Schut         | ARP/CDA         | Interim voorzitter. Was eerder minister van Volkshuisvesting en Ruimtelijke Ordening. |
| 1978 - 1985 |      | Theo Quené        | PvdA            | Was eerder directeur-generaal bij VRO                                                 |
| 1985        |      | Kees de Wit       | PvdA            | Waarnemend. Was tevens hoogleraar bij de Universiteit Wageningen                      |
| 1985 - 1990 |      | Wil Albeda        | CDA             | Was eerder minister van SZW                                                           |
| 1990 - 1993 |      | Frans Rutten      | -               | Was eerder secretaris-generaal bij EZ                                                 |
| 1993 - 1997 |      | Piet Hein Donner  | CDA             | Was eerder ambtenaar bij EZ                                                           |
| 1998 - 2004 |      | Michiel Scheltema | D66             | Was eerder hoogleraar bij de RUG                                                      |
| 2004 - 2009 |      | Wim van de Donk   | CDA             | Was eerder hoogleraar bij de Tilburg University                                       |
| 2009 - 2017 |      | André Knottnerus  | -               | Was eerder hoogleraar bij de Universiteit Maastricht                                  |
| 2017 - nu   |      | Corien Prins      | -               | Was eerder hoogleraar aan de Universiteit van Tilburg                                 |